# Krizopráz
A krizopráz a kalcedon (a szilícium-dioxid mikrokristályos formája) egyik drágakő variánsa, amely kis mennyiségű nikkelt tartalmaz. Színe általában almazöld, de a türkizkéktől a mélyzöldig változhat. A krizopráz sötétebb változatait práznak is nevezik. (A práz kifejezést azonban a klorittartalmú kvarc leírására is használják, és bizonyos mértékig inkább színleíró, mintsem szigorúan meghatározott ásványfajta.) A krizopráz szó a görög χρυσός (krüszosz) 'arany' és πράσινον (prászinon) 'zöld' szóból származik.

## Jellemzői
A krizopráz kriptokristályos, ami azt jelenti, hogy olyan finom kristályokból áll, hogy normál nagyítással nem láthatók különálló szemcsékként. Ez különbözteti meg a hegyikristálytól, az ametiszttől, a citrintől és a kristályos kvarc többi fajtájától. A kriptokristályos kvarcok családjába tartozik még az achát, a karneol és az ónix. Sok nem átlátszó szilícium-dioxid-ásványtól eltérően a krizopráz színének, nem pedig bármilyen benne lévő mintázatnak köszönhetően vált keresetté.
A smaragddal ellentétben, amely a zöld színét a króm jelenlétének köszönheti, a krizopráz színe a nikkelvegyületek nyomokban, nagyon apró zárványok formájában található. A nikkel általában különböző szilikátok formájában fordul elő, mint például kerolit vagy pimelit (nem NiO-ásvány, bunsenit, ahogyan arról korábban beszámoltak). A krizopráz a nikkeltartalmú szerpentinitek vagy más ultramafikus ofiolit kőzetek lateritizációjának eredménye. Az ausztráliai lelőhelyeken a krizopráz barna goethit és más vas-oxidokkal barna goethit telérek és lerakódások formájában fordul elő a magnezitben gazdag szaprolitban, egy vas- és szilícium-dioxid fedőréteg alatt.
A kalcedon minden formájához hasonlóan a krizopráz is a Mohs-féle keménységi skálán 6-7-es keménységű, és a kovakőhöz hasonlóan kagylós törésű. 

## Előfordulása
A krizopráz legismertebb forrásai Indonézia, Queensland, Nyugat-Ausztrália, Tanzánia Haneti települése, Németország, Lengyelország, Oroszország, Arizona, Kalifornia és Brazília. A Tanzánia középső részén található lelőhelyek 1986 óta folyamatosan termelnek. A lengyelországi Szklaryban (Alsó-Szilézia, Lengyelország) található krizopráz és nikkel-szilikát érc lelőhely valószínűleg a legnagyobb európai és vélhetően a világ legnagyobb krizopráz előfordulása volt.

## Fordítás
- Ez a szócikk részben vagy egészben  a   Chrysoprase című angol Wikipédia-szócikk ezen változatának fordításán alapul.  Az eredeti cikk szerkesztőit annak laptörténete sorolja fel. Ez a jelzés csupán a megfogalmazás eredetét és a szerzői jogokat jelzi, nem szolgál a cikkben szereplő információk forrásmegjelöléseként.